# 4487 Pocahontas
4487 Pocahontas (1987 UA) là một tiểu hành tinh Amor được phát hiện ngày 17 tháng 10 năm 1987 bởi Carolyn S. Shoemaker ở Palomar.